# 橋下徹
橋下徹（1969年6月29日—），在日本東京都澀谷區出生，成長於大阪市東淀川區東中島，日本政治家暨律師，早稻田大學政治經濟學部經濟學科畢業，前大阪市市長、前大阪府知事（第52任），國政政黨日本維新會代表、地域政黨大阪維新會代表。
橋下徹於2008年1月27日當選為大阪府知事，於同年2月6日就職後成為當時日本最年青的知事。2010年4月19日，橋下徹成立地區政黨──大阪維新會。同年9月5日至8日首次到台灣進行經濟貿易訪問。2011年11月27日，橋下徹當選為大阪市市長，於同年12月19日就職。

## 簡歷
出生於東京都澀谷區。小學5年級時移住至大阪。中學3年級時母親再婚。中學、高中時代加入橄欖球社。就讀大阪府立北野高等學校時，是大阪府三項冠軍比賽其中之一的英式橄欖球隊的隊員。

### 律師時代
就讀早稻田大學政治經濟學部經濟學科，於1994年3月畢業。畢業後通過司法考試，在1996年進入大阪的樺島法律事務所成為律師，兩年後1998年在大阪市設立橋下綜合法律事務所，以庭外和解交涉談判的法律諮詢業務，處理年約400～500件法律案件的飛黃營業額，擔任大阪市內多家當地企業的法律顧問。
在從業律師活動時代，受到高中時代的前輩委託在「MBS無線電台」的代班播報演出的機遇，成為關西地區性的電視藝人，直到成為日本電視台律師綜藝節目《超人氣法律諮詢事務所》其中四個律師之一，開始成為全國性知名的人物。
在律师时代，针对当时赞成废除死刑的律师团为光市18岁少年抢劫强奸杀人案免费辩护这一事件，桥下在电视节目中建议观众向日本律师会提出对这些律师进行“惩戒请求”。

### 從政時代
2008年，在前任知事太田房江無意連任下，他以無黨派身分獲得執政的自民黨和公明黨支持，當選新任知事。在任内，他让大阪府的财政赤字减少了100多亿日元，并尝试提高地方的自治权力。
2011年，以落實前任大阪府知事太田房江所構思「大阪都構想」府市政令統合的建構政策，辞去大阪府知事一职，籌組「大阪維新會」新政黨，由黨代表橋下徹參選大阪市長選舉、幹事長松井一朗參選大阪府知事，並在大阪府知事、大阪市市長選舉獲得當選。
2012年，因為竹島與釣魚台的爭議，橋下徹以大阪市市長身分否認第二次世界大戰時日本軍隊強逼鄰國婦女擔當慰安婦作為反擊。
2013年5月13日，桥下彻公开建議美國軍隊司令允許美國軍人進入在日本的性服務場所發洩，並且認為第二次世界大戰中日本軍隊的慰安妇制度為必要的措施以維持軍隊紀律。民主黨主席海江田萬里、共產黨書記局長市田忠義和日本行政改革大臣稻田朋美等對橋下徹的發言表達強烈不滿，認為慰安婦為對於女性人權的嚴重侵害，是一項錯誤。5月14日，桥下彻在推特上自辩：“美国，使用法律许可的日本风俗业的服务，这不存在任何问题。”就美国国防部官员称他的发言为“愚蠢”，桥下反驳：“美国很狡猾，美国一贯否定公娼制度。然而美军基地周围风俗业繁荣却是历史事实。”桥下还称：“否定受法律承认的日本风俗业，这是对那些出于自愿选择这一职业的女性的歧视。”
5月16日，《日本经济新闻》发出社评《桥下彻遭受严厉审视》，称“希望桥下彻认真思考一下自身的言论为何会产生巨大消极影响”。同日右派大报《读卖新闻》发表社论称桥下彻的发言践踏了女性尊严。在5月15日接受朝日新闻采访中的桥下彻表示：“（我）完全没有说（慰安妇制度）现在是必要的”，并且解释：“（只是）作为一个意见，让（美军）思考这些问题”，《朝日新闻》称為“桥下彻急于灭火 但不收回发言”。5月16日，在富士电视台节目中的桥下对其随军慰安妇问题的言论解释：“我想说的是，当时是必需的，但现在绝对不能容忍。”又称：“如果有人因误解而遭受伤害，我感到非常抱歉。5月19日，桥下彻在电视节目中说说：“（慰安妇）一直被描述为举国施以暴行、胁迫、绑架等手段，强行使反感的女性成为‘性奴’。这种说法是不对的。”桥下在节目中首先铺垫称“对前慰安妇是负有责任的”，但随后表示：“是不是性奴，将影响在国际社会上的评价。世界各国的军队在第二次世界大战期间都以同样方式利用了女性。仅批评日本是不公平的。”同时桥下彻还就美军冲绳施暴事件等指出：“美国现在闭口不提越南战争期间利用当地女性的过往。”就提议美军利用色情行业的言论他说：“我对色情行业的从业人员表示歉意，但绝没有侮辱全体女性的意思”。同日，桥下彻与同为日本维新会党首的石原慎太郎在名古屋会谈。桥下就他的慰安妇言论引起的混乱向石原道歉，石原称：“如果要提出各种议题，那就要参加国政”，要求桥下参加参议员选举，但是桥下表示拒绝。随后，石原要求桥下放弃推特，又建议桥下关于慰安妇的言论“最好认真归总为一篇论文发表出来。”关于过去的战争是否属于侵略，桥下认为是“侵略”，石原认为“不是侵略”，最终双方做出维新会党内关于“侵略”见解不做统一这一点达成一致。桥下此前一系列言论对日本维新会的参议院选举产生消极影响，朝日新闻在5月18，19日调查显示表示会在参议院比例区代表选举时投票给维新会的仅为7%，而1月调查时为16%。4分之3的人认为桥下有关风俗业和慰安妇的言论“有问题”。”。又日本经济新闻在2013年5月24日至5月26日做的民调指出日本维新会的支持率比上月下滑6个百分点，迅速跌至3％。NHK五月民调显示，日本维新会的支持率只有2.4%。27日，桥下向美国道歉。美国国务院在29日称因桥下是地方官员不愿意评论桥下的言行。
在2013年5月30日，大阪市议会中的自民党、民主党、共产党三大会派提出问责决议案。大阪府知事松井一郎表示如果问责案通过的话，桥下彻将会辞职，重新参加市长竞选，以问信于市民。在同日的表决中因公明党会派投了反對票，决议案没有获得通过。
2013年6月7日，桥下彻在在大阪市政府办公楼内召开的记者会中说：“安倍经济学的“第三只箭”脱靶失败。”并表示：“虽然很遗憾，但是作为在野党，我们的机会来了。”。根据NHK 2013年6月民调显示日本维新会最新支持率为1.5%,自民党为41.7%，民主党为5.8%。读卖新闻2013年6月8日-10日调查日本维新会支持率为5%（5月10-12日调查为8%），自民党为44%，民主党为7%。读卖新闻有报道认为，因为桥下彻的不当言论导致了女性对维新会的支持率显著下降。
2013年6月23日，日本维新会在东京都议会选举大败，34名候选人中仅有2人当选。日本维新会召开记者会否认这次东京都议会选举失败要石原慎太郎和桥下彻承担责任。6月24日，桥下彻就东京都议会选举发言称：“这次惨败。在都议会选举中未能获得理解，希望在参院选举时再次问信（于选民）。”但否认会辞去维新会代表一职，同时表示“责任全在作为党首的我本人”。
2013年7月1日，桥下彻再次表示“我坚信（安倍经济学）终将失败。因为它完全忽视了改革的重点。”
2013年7月7日，桥下彻在大阪市内演讲会中称：“关西没有基地（美国鱼鹰运输机基地）的话，一些地区的人就得为此负担并做出牺牲”，并多次强调了在大阪内建立基地对减轻冲绳负担的重要性。但他的讲话遭到自民、公明、民主、共产、众人的党批评。
2013年7月21日，日本维新会在第23屆日本參議院議員通常選舉中获得8个席位，增加6席，比预计的至少10个席位少。桥下彻面对记者团时承认失败。石原慎太郎在东京的记者会中表示桥下彻不会因为这次参议院选举的原因辞去维新会代表一职。但在27日，桥下彻在东京都举行的维新会的執行役員会中表达了辞职的意向，石原慎太郎等维新会干部对他进行了挽留。最终桥下彻留任维新会的代表一职。
2014年2月3日下午，桥下彻于大阪府公馆召开记者会宣布辞职，将以加速落实“大阪都”构想为竞选方针重新竞选市长，2月7日正式递交辞呈。大阪市选举管理委员会8日宣布于3月23日重新选举市长。3月23日计票结果显示桥下彻再次当选大阪市长，这次选举投票率为23.59%。
2014年5月28日，桥下彻与石原慎太郎在名古屋会谈后，因宪法观念差异分道扬镳，日本维新会将进行分党。一部分与日本连结党进行合并。
2015年5月17日，大阪市舉行「大阪都構想案」的公民投票，在有投票權的210萬4076人之中，投票率66.83%，反對票70萬5585票、贊成票69萬4844票，公投未過關。桥下彻於當晚宣佈市長任期在12月屆滿後，不再競選並退出政壇。
2015年8月27日，因維新黨幹事長柿澤未途公開支持民主黨、共產黨、社民黨及生活黨聯合推薦的無黨籍山形市市長候選人梅津庸成引起爭議，橋下徹與大阪府知事松井一郎宣布退出維新黨，專心於大阪的地方政治。。

## 个人生活
他的妻子為同間高等學校，育有3個兒子和4個女兒。
在擔任律師及參與電視節目時期，橋下徹染著一頭金髮、戴太陽眼鏡並以休閒的穿著等前衛的打扮而迥異於一般律師。
2012年，桥下彻在尚未进入政坛的律师时代发生的婚外情被揭穿，有媒体认为这会成为他在政界发展的阻碍
2013年5月27日，有记者指出桥下彻曾担任涉嫌经营色情行业的大阪飛田遊廓行会的顾问律师，桥下承认担任过飞田行会的顾问律师，但回应：“做过飞田行会的顾问律师，这是事实，但那是料理行会，并不违法。”

## 外部連結
- 弁護士法人橋下綜合法律事務所 (in Japanese) （页面存档备份，存于）
- Official site as a lawyer (in Japanese)
- Hashimoto's blog (in Japanese)
- 大阪維新會 (in Japanese) （页面存档备份，存于）

| 官衔            | 官衔                                 | 官衔            |
| --------------- | ------------------------------------ | --------------- |
| 前任： 平松邦夫 | 大阪市長 2011年—2015年               | 繼任： 吉村洋文 |
| 前任： 太田房江 | 大阪府知事 民選第17代：2008年—2011年 | 繼任： 松井一郎 |
| 政党职务        |                                      |                 |
| 前任： 創設     | 大阪維新會代表 初代：2010年—         | 繼任： 現任     |